# Brunkronad tchagra
Brunkronad tchagra (Tchagra australis) är en fågel i familjen busktörnskator inom ordningen tättingar.

## Utseende
Brunkronad tchagra är en gråbrun busktörnskata med rostfärgade vingar, ett tydligt ljust ögonbrynsstreck och diagnostiskt brunt mitt på hjässan kantat av svarta hjässband. Liknande kaptchagran är större med kraftigare näbb och helbrun hjässa utan svarta kanter. 

## Utbredning och systematik
Brunkronad tchagra förekommer i Afrika söder om Sahara och delas in i nio underarter med följande utbredning:
- Tchagra australis ussheri – Sierra Leone till sydvästra Nigeria
- Tchagra australis emini – sydöstra Nigeria till norra och östra Kongo-Kinshasa, södra Sydsudan, Uganda, Rwanda, Burundi, centrala Kenya, nordvästra Tanzania
- Tchagra australis minor – sydöstra Kenya, Tanzania, Zambia till norra Zimbabwe och Moçambique
- Tchagra australis rhodesiensis – nordöstra Namibia, nordöstra Botswana, sydöstra Angola, sydvästligaste Zambia
- Tchagra australis ansorgei – västra Angola (Luanda till Moçamedes)
- Tchagra australis bocagei – Angola (centrala Cuando Cubango)
- Tchagra australis souzae – sydöstra Kongo-Kinshasa till centrala Angolaplatån och nordligaste Zambia
- Tchagra australis australis – sydöstra Zimbabwe, nordöstra Sydafrika (söderut till norra KwaZulu-Natal), östra Swaziland och södra Moçambique
- Tchagra australis damarensis – Namibia till sydvästligaste Angola, Botswana och norra Sydafrika

## Levnadssätt
Brunkronad tchagra hittas i buskmarker och öppet skogslandskap. Där håller den sig i par nära marken och hoppar fram för att plocka insekter. Fågeln utför en spelflykt genom att först fladdra med vingarna och utstöta ett skallrande ljud, för att sedan falla i en spiral ner mot marken medan den sjunger 15–20 melodiska "chee-ree".

## Status och hot
Arten har ett stort utbredningsområde och en stor population med stabil utveckling och tros inte vara utsatt för något substantiellt hot. Utifrån dessa kriterier kategoriserar internationella naturvårdsunionen IUCN arten som livskraftig (LC). Världspopulationen har inte uppskattats men den beskrivs som lokalt vanlig.

## Namn
Släktesnamnet Tchagra är ljudhärmande och gavs först som artnamn till kaptchagra av den franska ornitologen Louis Jean Pierre Vieillot.

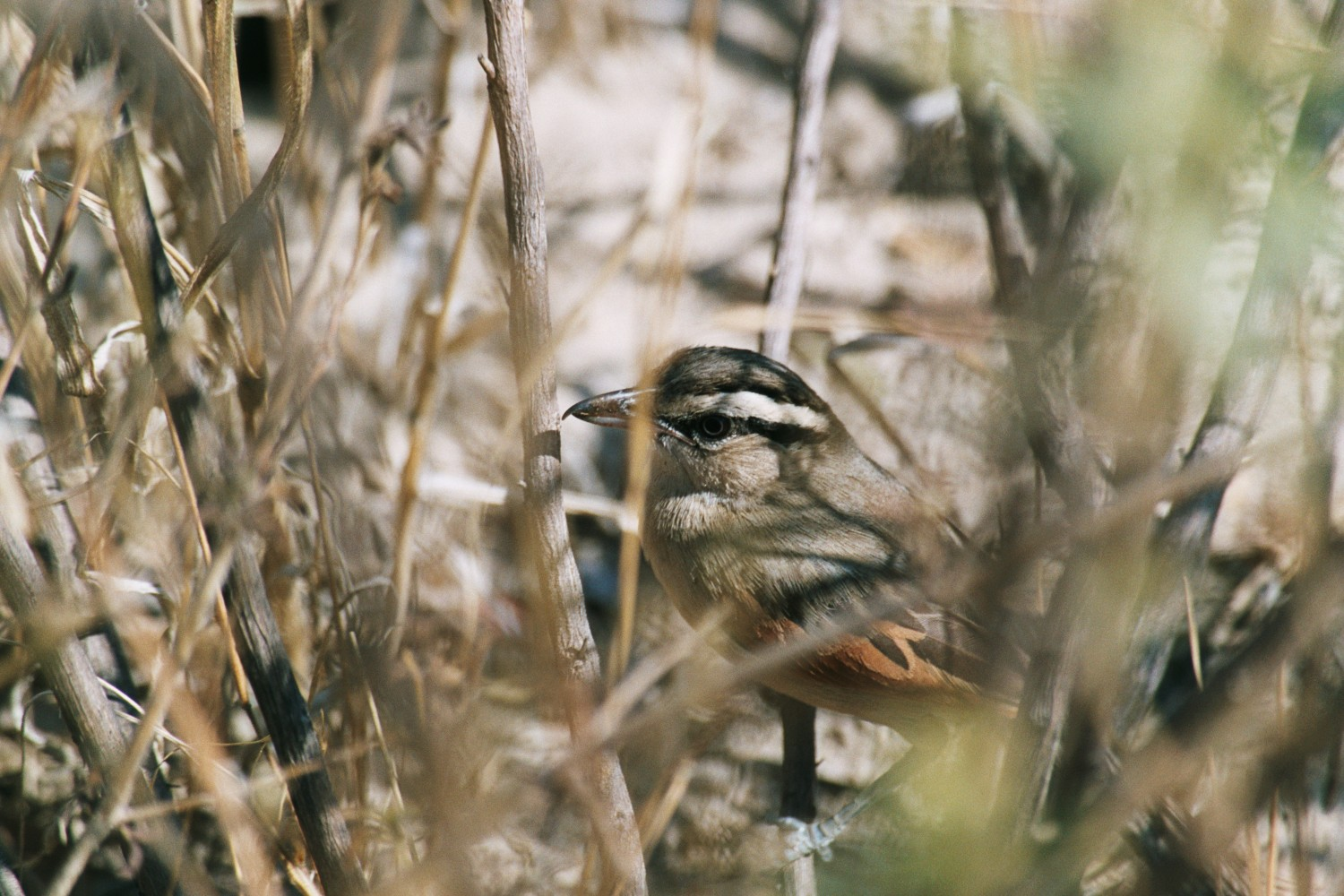
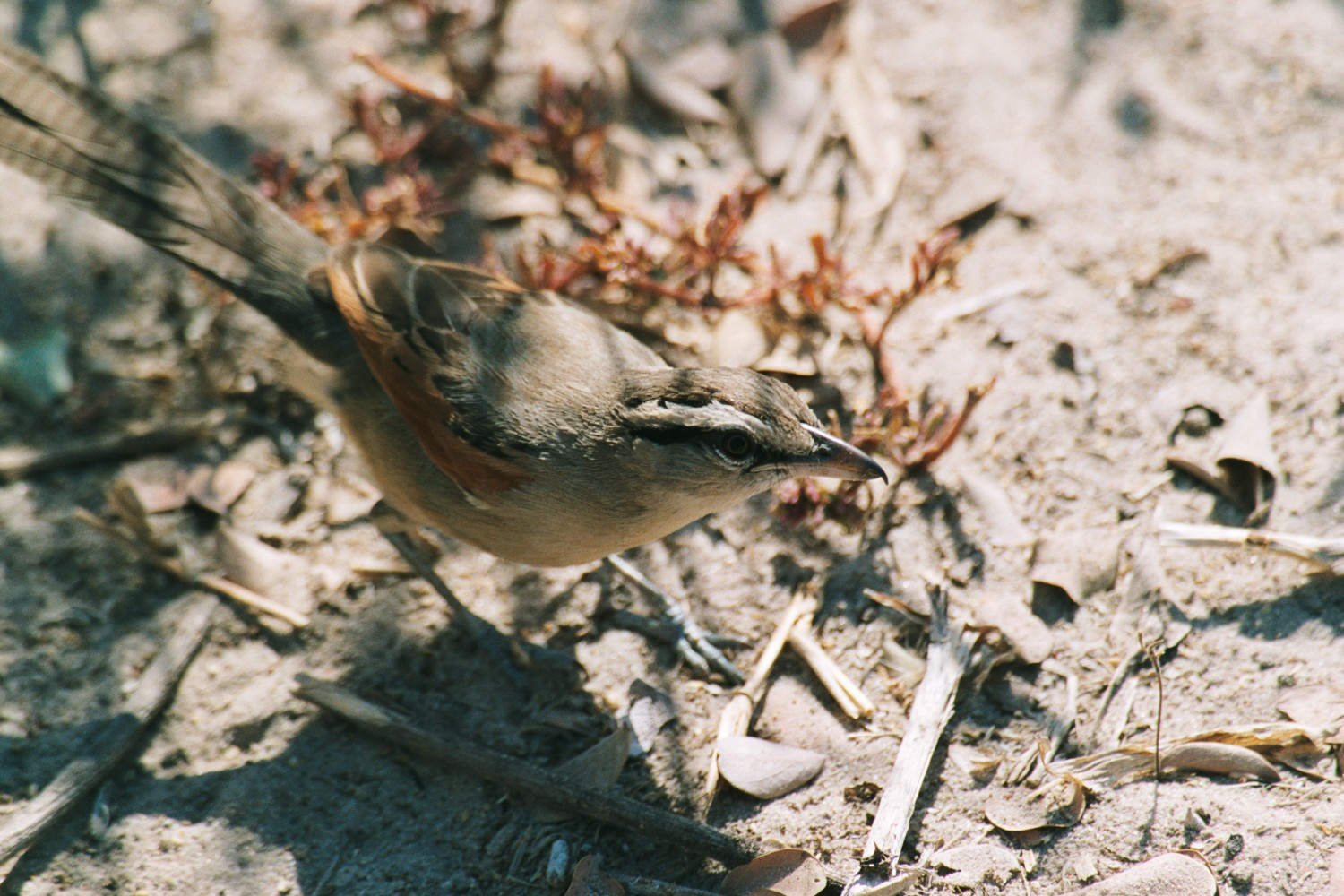
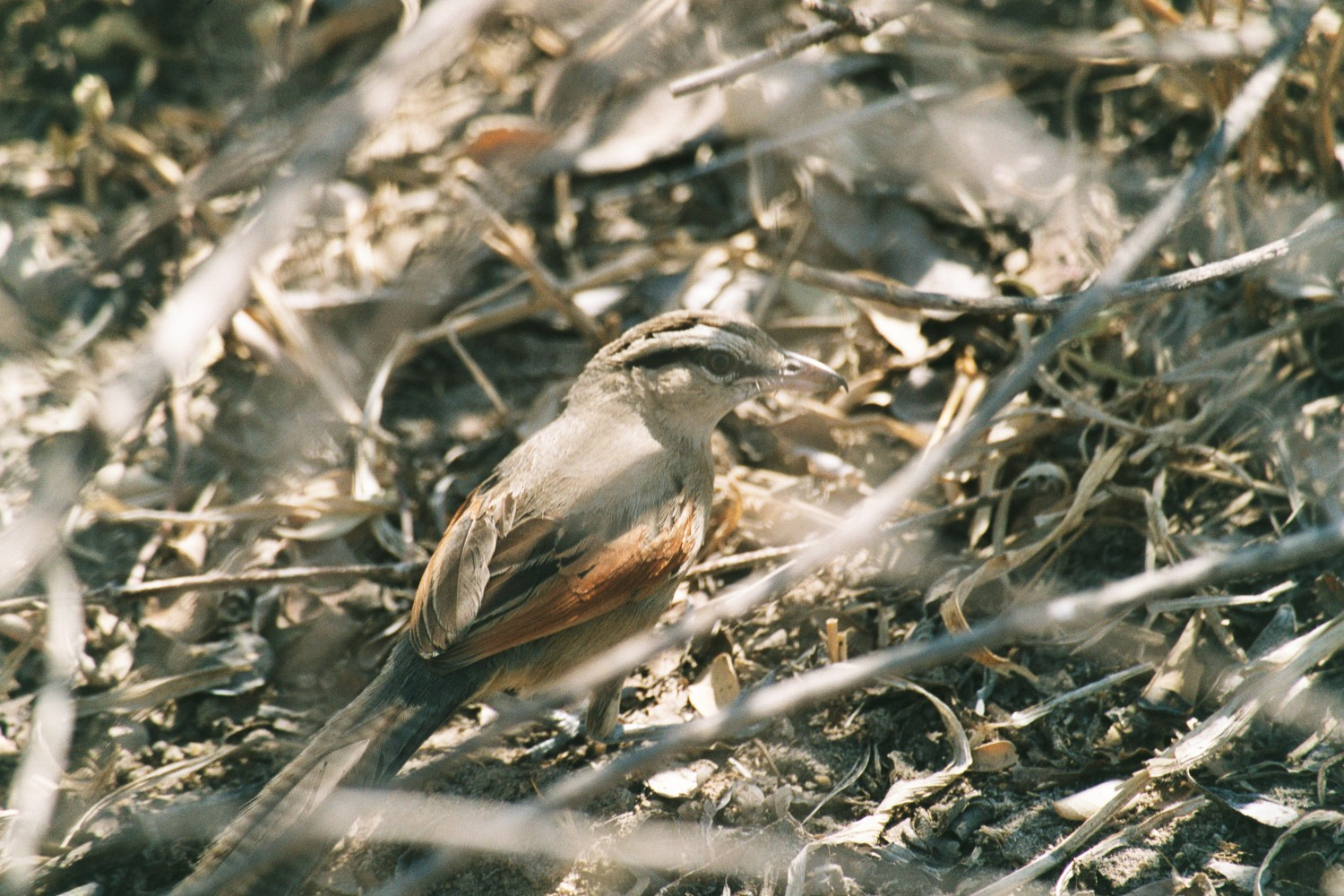